# گونسالو آخا
گونسالو آخا (اسپانیایی: Gonzalo Aja‎؛ زادهٔ ۱۳ ژوئن ۱۹۴۶) دوچرخه‌سوار اهل اسپانیا است.
از باشگاه‌هایی که در آن رکاب زده‌است می‌توان به تیم دوچرخه‌سواری کاس اشاره کرد.